# Leck, Nordfriesland
Leck (tiếng Đan Mạch: Læk; Mooring North Frisian: Leek) là một đô thị thuộc huyện Nordfriesland, bang Schleswig-Holstein, Đức.